# Campeonato Mundial de Atletismo de 2017 - 400 m feminino
A competição dos 400 metros feminino no Campeonato Mundial de Atletismo de 2017 foi realizada no Estádio Olímpico de Londres nos dias 6, 7 e 9 de agosto. Phyllis Francis dos Estados Unidos levou a  medalha de ouro. 

## Recordes
Antes da competição, os recordes eram os seguintes:
| Recorde mundial                               | Marita Koch (GDR)           | 47.60 | Camberra, Austrália     | 6 de outubro de 1985   |
| Recorde do campeonato                         | Jarmila Kratochvílová (TCH) | 47.99 | Helsínquia, Finlândia   | 10 de agosto de 1983   |
| Melhor marca do ano                           | Allyson Felix (USA)         | 49.65 | Londres, Grã Bretanha   | 9 de julho de 2017     |
| Recorde africano                              | Falilat Ogunkoya (NGR)      | 49.10 | Atlanta, Estados Unidos | 29 de julho de 1996    |
| Recorde asiático                              | Ma Yuqin (CHN)              | 49.81 | Pequim, China           | 11 de setembro de 1993 |
| Recorde da América do Norte, Central e Caribe | Sanya Richards-Ross (USA)   | 48.70 | Atenas, Grécia          | 16 de setembro de 2016 |
| Recorde sul-americano                         | Ximena Restrepo (COL)       | 49.64 | Barcelona, Espanha      | 5 de agosto de 1992    |
| Recorde europeu                               | Marita Koch (GDR)           | 47.60 | Camberra, Austrália     | 6 de outubro de 1985   |
| Recorde da Oceania                            | Cathy Freeman (AUS)         | 48.63 | Atlanta, Estados Unidos | 29 de julho de 1996    |

## Medalhistas
| Ouro                  | Prata                 | Bronze              |
| Phyllis Francis (USA) | Salwa Eid Naser (BHR) | Allyson Felix (USA) |

## Tempo de qualificação
| Tempo de qualificação |
| --------------------- |
| 52.10                 |

## Calendário
| Data                | Horário | Fase          |
| ------------------- | ------- | ------------- |
| 6 de agosto de 2017 | 11:55   | Eliminatórias |
| 7 de agosto de 2017 | 20:55   | Semifinais    |
| 9 de agosto de 2017 | 21:50   | Final         |

Todos os horários estão no horário local (UTC+1)

## Resultados

### Eliminatórias
Qualificação: Três primeiros de cada bateria (Q) e os seis melhores tempos (q) 
| Pos. | Série | Raia | Atleta                   | Nacionalidade            | Tempo | Notas            |
| ---- | ----- | ---- | ------------------------ | ------------------------ | ----- | ---------------- |
| 1    | 4     | 3    | Salwa Eid Naser          | Bahrein                  | 50.57 | Q,               |
| 2    | 4     | 9    | Phyllis Francis          | Estados Unidos           | 50.94 | Q                |
| 3    | 2     | 3    | Shaunae Miller-Uibo      | Bahamas                  | 50.97 | Q                |
| 4    | 4     | 4    | Novlene Williams-Mills   | Jamaica                  | 51.00 | Q                |
| 5    | 3     | 2    | Kabange Mupopo           | Zâmbia                   | 51.09 | Q,               |
| 6    | 6     | 4    | Chrisann Gordon          | Jamaica                  | 51.14 | Q                |
| 7    | 3     | 4    | Shericka Jackson         | Jamaica                  | 51.26 | Q                |
| 8    | 2     | 7    | Stephenie Ann McPherson  | Jamaica                  | 51.27 | Q                |
| 9    | 6     | 2    | Amantle Montsho          | Botswana                 | 51.37 | Q,               |
| 10   | 3     | 6    | Gunta Latiševa-Čudare    | Letônia                  | 51.37 | Q ,              |
| 11   | 3     | 8    | Lydia Jele               | Botswana                 | 51.41 | q                |
| 12   | 5     | 8    | Quanera Hayes            | Estados Unidos           | 51.43 | Q                |
| 13   | 6     | 3    | Margaret Bamgbose        | Nigéria                  | 51.57 | Q ,              |
| 14   | 2     | 9    | Yinka Ajayi              | Nigéria                  | 51.58 | Q                |
| 15   | 2     | 6    | Bianca Răzor             | Roménia                  | 51.64 | q                |
| 16   | 3     | 3    | Ruth Spelmeyer           | Alemanha                 | 51.72 | q,               |
| 17   | 5     | 9    | Patience Okon George     | Nigéria                  | 51.83 | Q                |
| 18   | 5     | 4    | Zoey Clark               | Grã-Bretanha             | 51.88 | Q                |
| 19   | 6     | 7    | Iga Baumgart             | Polónia                  | 51.88 | q                |
| 20   | 3     | 5    | Roxana Gomez             | Cuba                     | 51.98 | q                |
| 21   | 5     | 2    | Nirmala Sheoran          | Índia                    | 52.01 | q                |
| 22   | 3     | 7    | Elea-Mariama Diarra      | França                   | 52.06 |                  |
| 23   | 6     | 6    | Tamara Salaški           | Sérvia                   | 52.13 |                  |
| 24   | 6     | 5    | Kendall Ellis            | Estados Unidos           | 52.18 |                  |
| 25   | 2     | 4    | Emily Diamond            | Grã-Bretanha             | 52.20 |                  |
| 26   | 5     | 7    | Morgan Mitchell          | Austrália                | 52.22 |                  |
| 27   | 5     | 5    | Anastasiia Bryzgina      | Ucrânia                  | 52.26 |                  |
| 28   | 4     | 8    | Małgorzata Hołub         | Polónia                  | 52.26 |                  |
| 29   | 1     | 1    | Allyson Felix            | Estados Unidos           | 52.44 | Q                |
| 30   | 4     | 5    | Lisanne de Witte         | Países Baixos            | 52.48 |                  |
| 31   | 6     | 9    | Déborah Sananes          | França                   | 52.50 |                  |
| 32   | 2     | 5    | Aiyanna Stiverne         | Canadá                   | 52.55 |                  |
| 33   | 4     | 6    | Amalie Iuel              | Noruega                  | 52.55 |                  |
| 34   | 6     | 8    | Anyika Onuora            | Grã-Bretanha             | 52.58 |                  |
| 35   | 1     | 2    | Irini Vasiliou           | Grécia                   | 52.61 | Q                |
| 36   | 5     | 6    | Carline Muir             | Canadá                   | 52.70 |                  |
| 37   | 1     | 6    | Ashley Kelly             | Ilhas Virgens Britânicas | 52.70 | Q                |
| 38   | 3     | 9    | Anita Horvat             | Eslovênia                | 52.78 |                  |
| 39   | 2     | 2    | Cátia Azevedo            | Portugal                 | 52.79 |                  |
| 40   | 1     | 9    | Maria Benedicta Chigbolu | Itália                   | 53.00 |                  |
| 41   | 1     | 4    | Maggie Barrie            | Serra Leoa               | 53.20 | Recorde nacional |
| 42   | 4     | 2    | Eleni Artymata           | Chipre                   | 53.26 |                  |
| 43   | 2     | 8    | Christine Botlogetswe    | Botswana                 | 53.50 |                  |
| 44   | 1     | 8    | Justyna Święty           | Polónia                  | 53.62 |                  |
| 45   | 4     | 7    | Domonique Williams       | Trinidad e Tobago        | 53.72 |                  |
| 46   | 1     | 5    | Maximila Imali           | Quênia                   | 53.97 |                  |
| 47   | 1     | 7    | Travia Jones             | Canadá                   | 54.02 |                  |
| 48   | 5     | 3    | Djénébou Danté           | Mali                     | 54.04 |                  |
| 49   | 1     | 3    | Samantha Dirks           | Belize                   | 54.74 |                  |

### Semifinais
Qualificação: Dois primeiros de cada bateria (Q) e os dois melhores tempos (q).
| Pos. | Série | Raia | Atleta                  | Nacionalidade            | Tempo | Notas                |
| ---- | ----- | ---- | ----------------------- | ------------------------ | ----- | -------------------- |
| 1    | 2     | 7    | Salwa Eid Naser         | Bahrein                  | 50.08 | Q,                   |
| 2    | 2     | 4    | Allyson Felix           | Estados Unidos           | 50.12 | Q                    |
| 3    | 1     | 5    | Shaunae Miller-Uibo     | Bahamas                  | 50.36 | Q                    |
| 4    | 3     | 5    | Phyllis Francis         | Estados Unidos           | 50.37 | Q                    |
| 5    | 1     | 7    | Stephenie Ann McPherson | Jamaica                  | 50.56 | Q,                   |
| 6    | 3     | 4    | Kabange Mupopo          | Zâmbia                   | 50.60 | Q,                   |
| 7    | 2     | 9    | Novlene Williams-Mills  | Jamaica                  | 50.67 | q                    |
| 8    | 2     | 5    | Shericka Jackson        | Jamaica                  | 50.70 | q                    |
| 9    | 1     | 6    | Quanera Hayes           | Estados Unidos           | 50.71 |                      |
| 10   | 3     | 7    | Chrisann Gordon         | Jamaica                  | 50.87 |                      |
| 11   | 3     | 6    | Amantle Montsho         | Botswana                 | 51.28 | Recorde da temporada |
| 12   | 1     | 8    | Gunta Latiševa-Čudare   | Letônia                  | 51.57 |                      |
| 13   | 2     | 2    | Lydia Jele              | Botswana                 | 51.57 |                      |
| 14   | 3     | 3    | Ruth Spelmeyer          | Alemanha                 | 51.77 |                      |
| 15   | 3     | 2    | Iga Baumgart            | Polónia                  | 51.81 |                      |
| 16   | 3     | 8    | Zoey Clark              | Grã-Bretanha             | 51.81 | Recorde pessoal      |
| 17   | 1     | 3    | Roxana Gomez            | Cuba                     | 52.01 |                      |
| 18   | 1     | 2    | Bianca Răzor            | Roménia                  | 52.09 |                      |
| 19   | 2     | 8    | Yinka Ajayi             | Nigéria                  | 52.10 |                      |
| 20   | 3     | 9    | Margaret Bamgbose       | Nigéria                  | 52.23 |                      |
| 21   | 1     | 4    | Patience Okon George    | Nigéria                  | 52.60 |                      |
| 22   | 2     | 3    | Nirmala Sheoran         | Índia                    | 53.07 |                      |
| 23   | 2     | 6    | Irini Vasiliou          | Grécia                   | 53.27 |                      |
| 24   | 1     | 9    | Ashley Kelly            | Ilhas Virgens Britânicas | 54.50 |                      |

### Final
A final da prova ocorreu dia 9 de agosto às 21:50 com vento: 0,1 m/s. 
| Pos.              | Raia | Atleta                  | Nacionalidade  | Tempo | Notas            |
| ----------------- | ---- | ----------------------- | -------------- | ----- | ---------------- |
| Medalha de ouro   | 6    | Phyllis Francis         | Estados Unidos | 49.92 | Recorde pessoal  |
| Medalha de prata  | 4    | Salwa Eid Naser         | Bahrein        | 50.06 | Recorde nacional |
| Medalha de bronze | 5    | Allyson Felix           | Estados Unidos | 50.08 |                  |
| 4                 | 7    | Shaunae Miller-Uibo     | Bahamas        | 50.49 |                  |
| 5                 | 2    | Shericka Jackson        | Jamaica        | 50.76 |                  |
| 6                 | 8    | Stephenie Ann McPherson | Jamaica        | 50.86 |                  |
| 7                 | 9    | Kabange Mupopo          | Zâmbia         | 51.15 |                  |
| 8                 | 3    | Novlene Williams-Mills  | Jamaica        | 51.48 |                  |

Legenda
| Recorde mundial       | Recorde mundial (World record)               |                       | Recorde africano                      | Recorde africano (African) |                                           | Q | Classificado por posição (Qualified) |
| Recorde do campeonato | Recorde do campeonato (Championship record)  | Recorde da América    | Recorde da América (Americas)         | q                          | Classificado por melhor tempo (Qualified) |   |                                      |
| Melhor marca do ano   | Melhor marca do ano (World leading)          | Recorde asiático      | Recorde asiático (Asian)              | DNS                        | Não largou (Did not start)                |   |                                      |
| Recorde nacional      | Recorde nacional (National record)           | Recorde europeu       | Recorde europeu (European)            | DNF                        | Não terminou (Did not finish)             |   |                                      |
| Recorde pessoal       | Recorde pessoal do atleta (Personal best)    | Recorde da Oceania    | Recorde da Oceania (Oceania)          | DSQ / DQ                   | Desclassificado (Disqualified)            |   |                                      |
| Recorde da temporada  | Recorde da temporada do atleta (Season best) | Recorde sul-americano | Recorde sul-americano (South America) | NM                         | Sem marca (No mark)                       |   |                                      |